# 阿尔勒圣母大教堂
阿尔勒圣母大教堂（法語：Église Notre-Dame-la-Major）是一座罗马-哥特式风格的罗马天主教教堂，位于法国普罗旺斯-阿尔卑斯-蓝色海岸大区罗讷河口省阿尔勒。它坐落在L'Hauture区的北端，东临埃米尔·孔布大道，西邻阿尔勒竞技场。

## 历史
这是全市最大最古老的教堂之一，始建于公元452年，位于古罗马神庙遗址上。1932年10月4日，和1945年7月20日，该堂被列为法国历史古迹。1981年列为世界遗产。

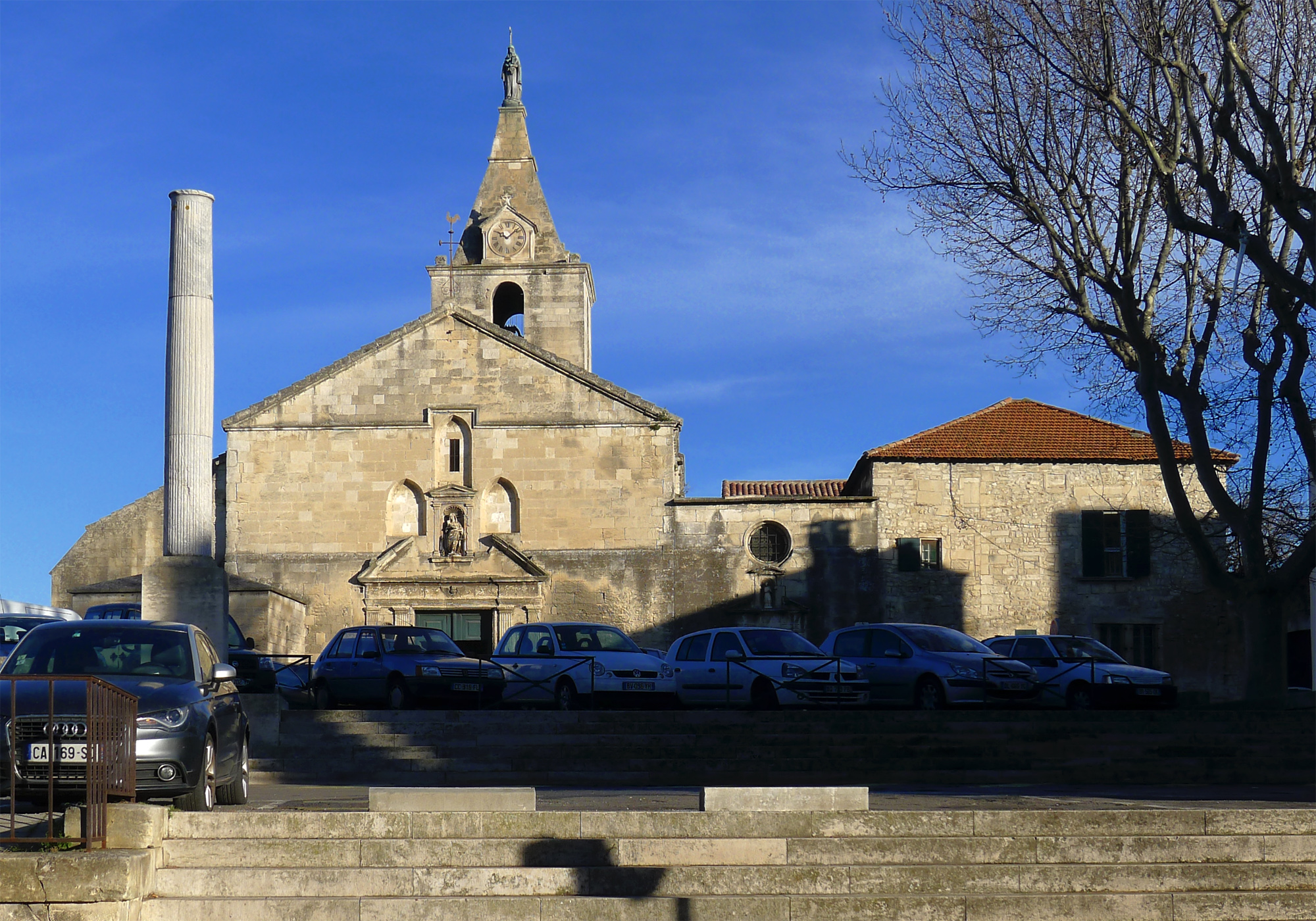
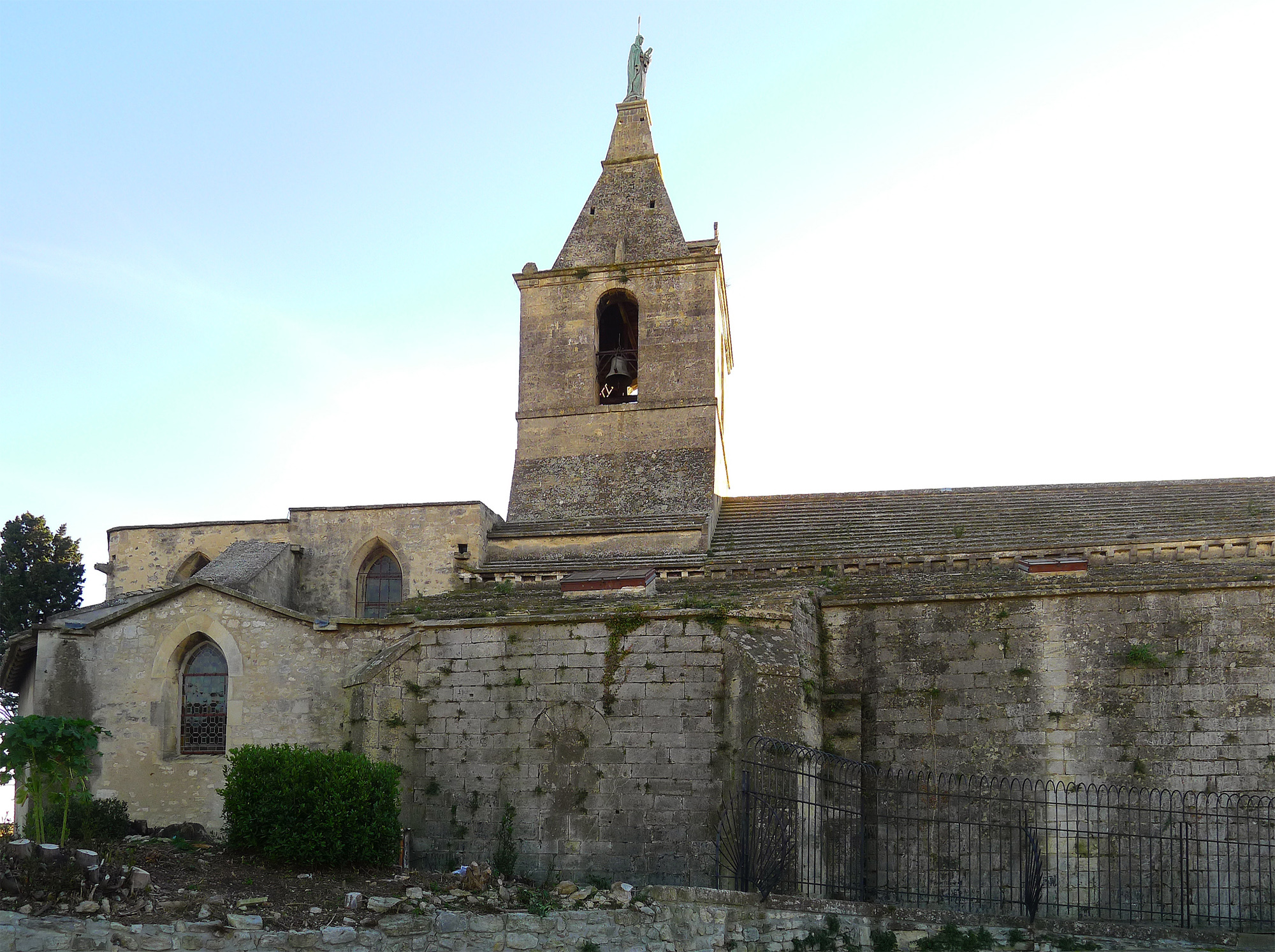
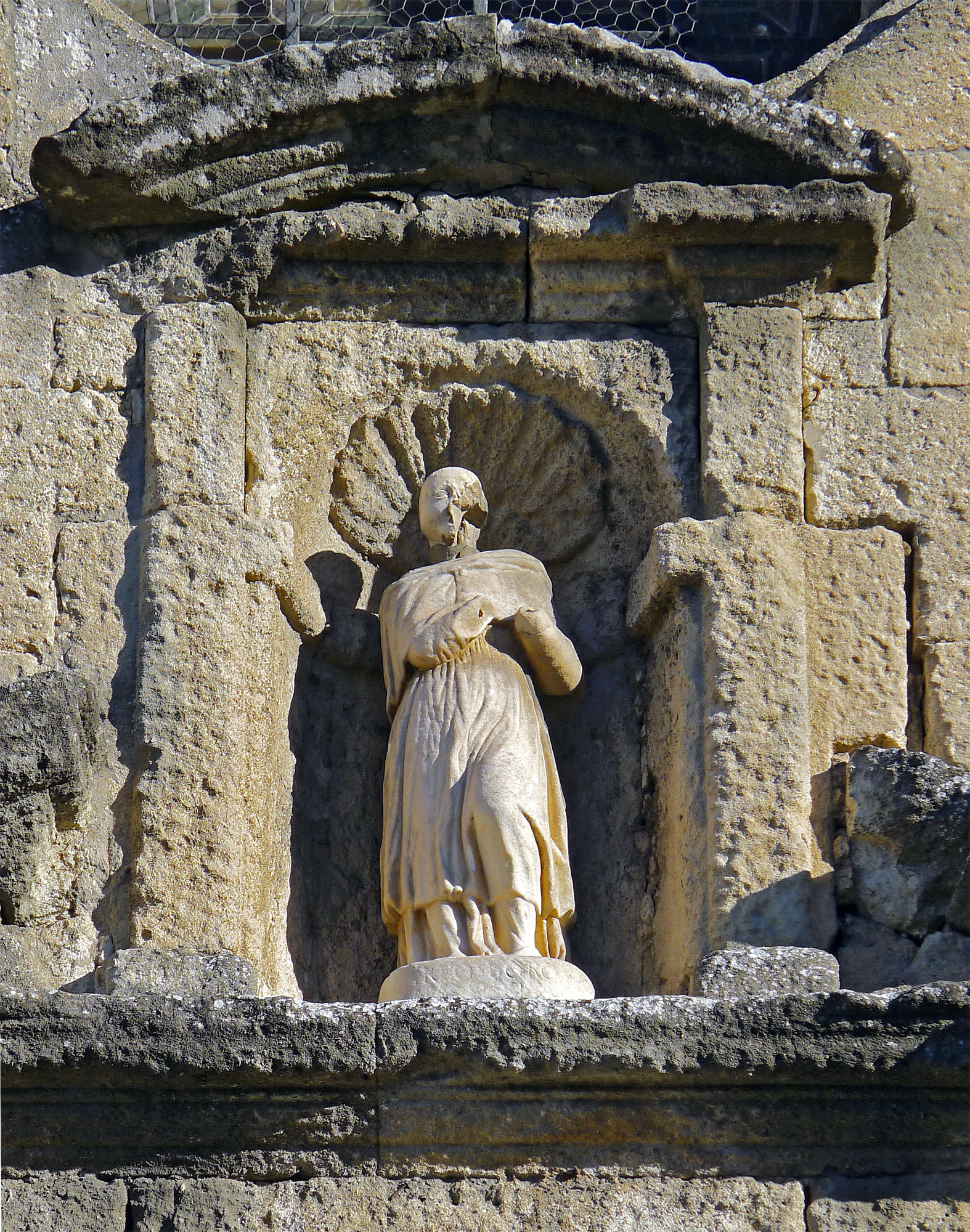
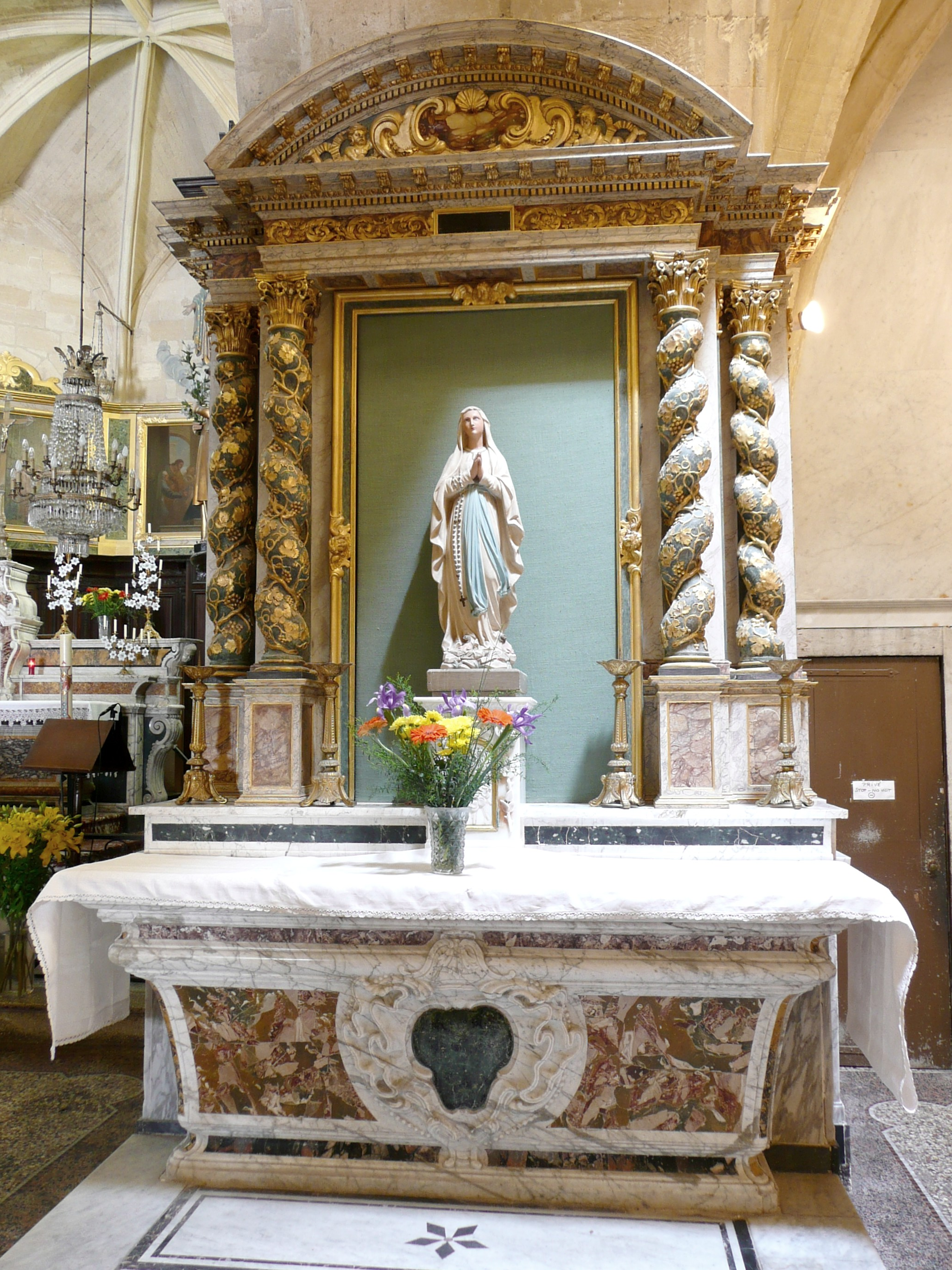
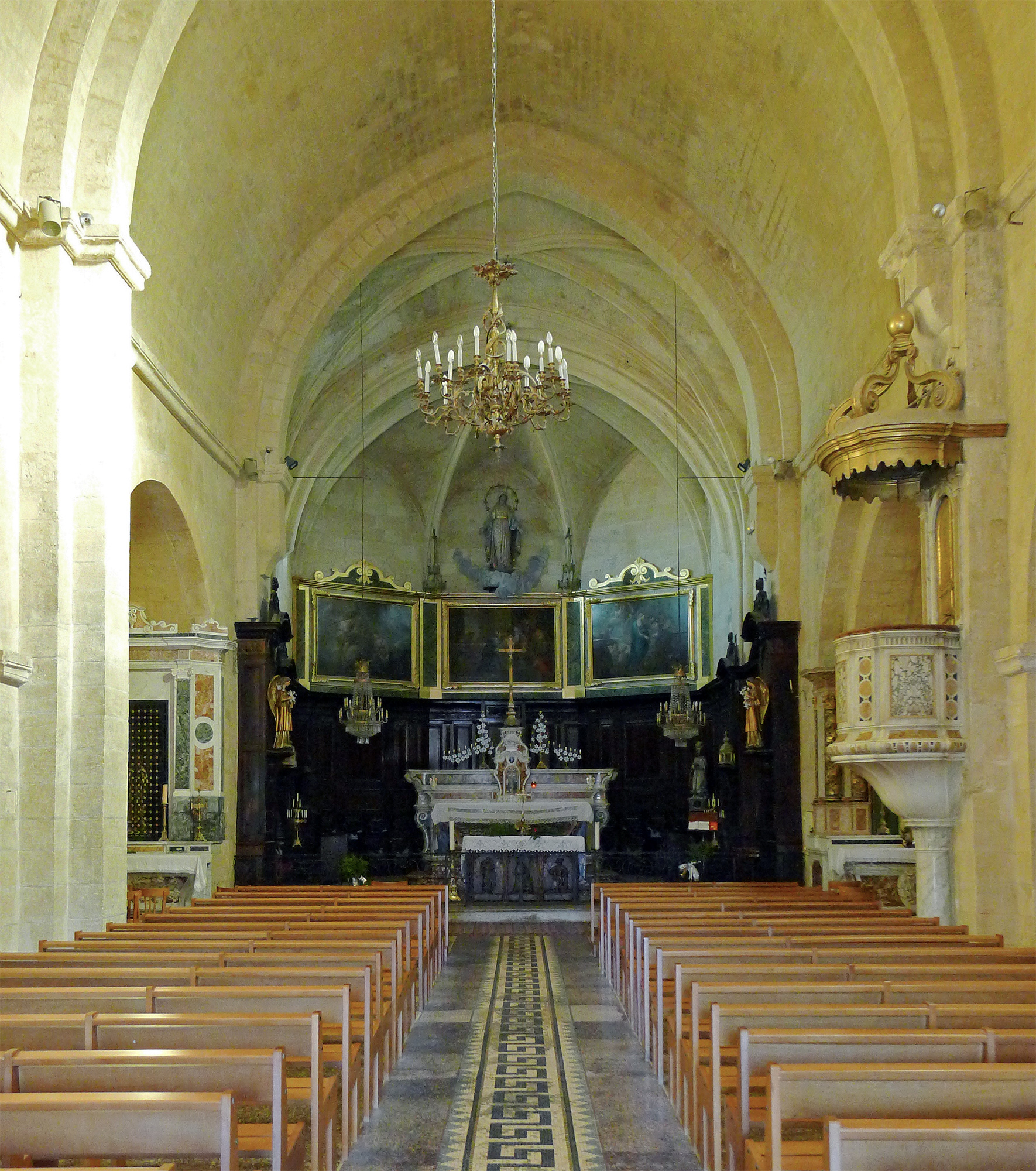
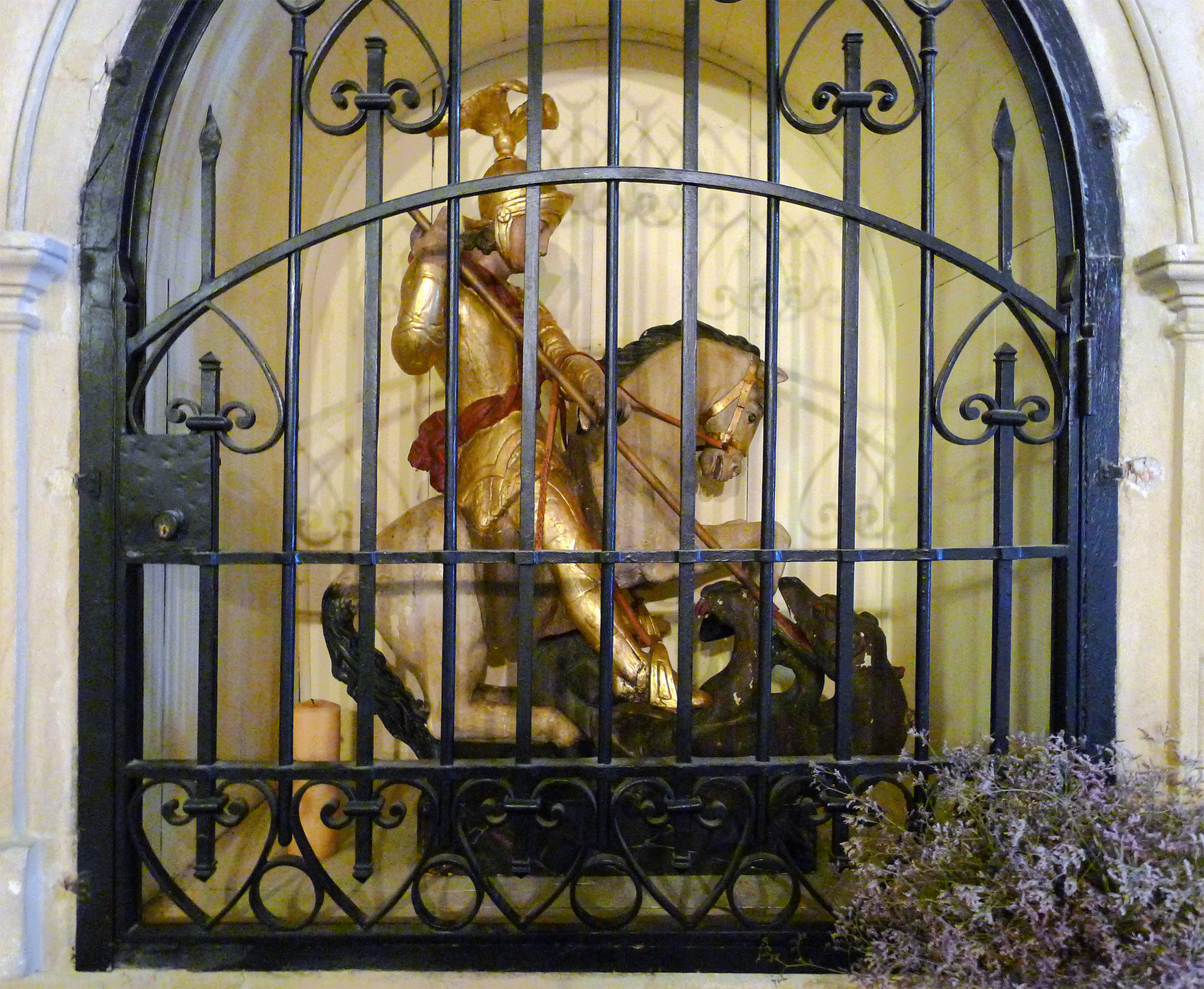
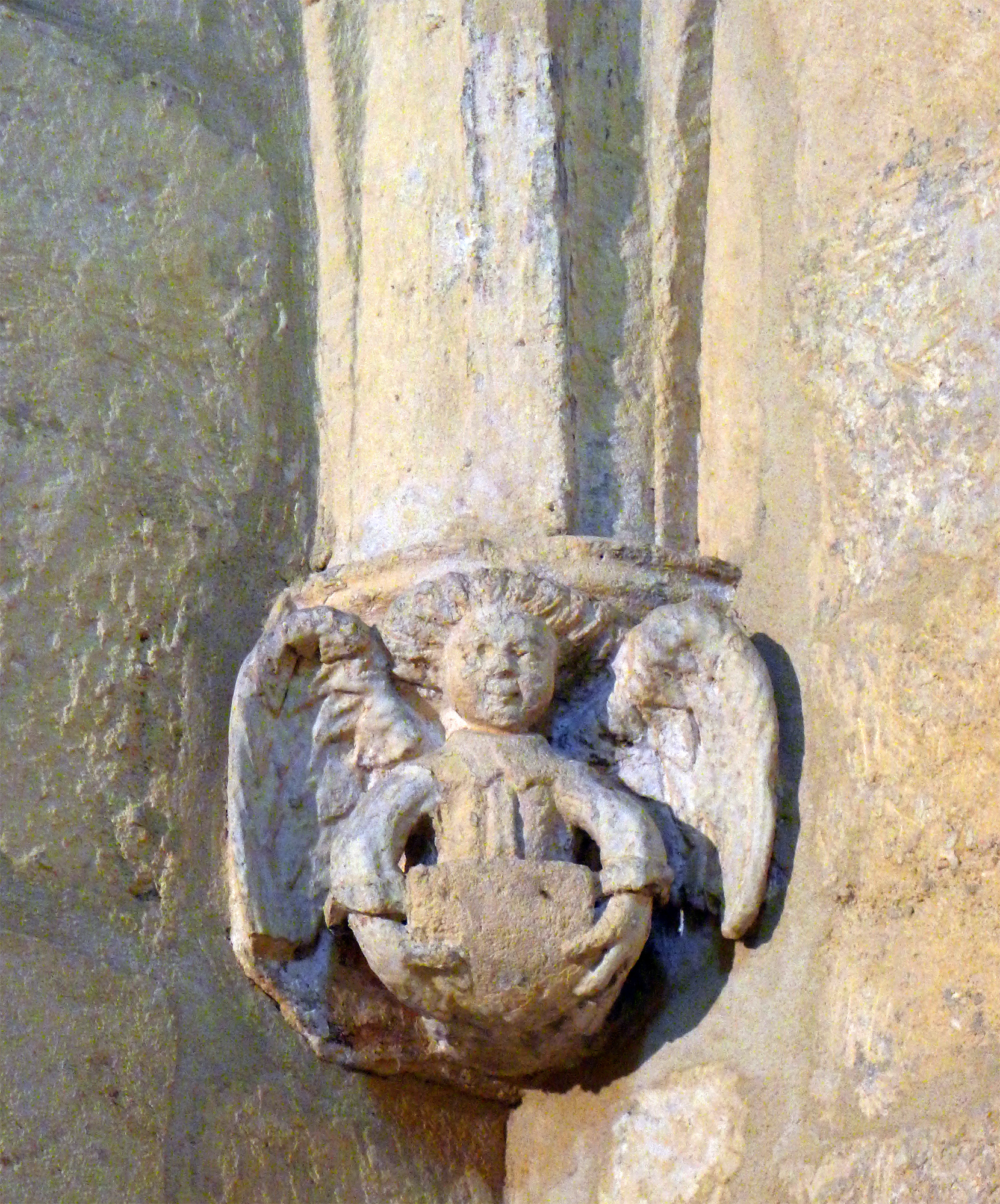
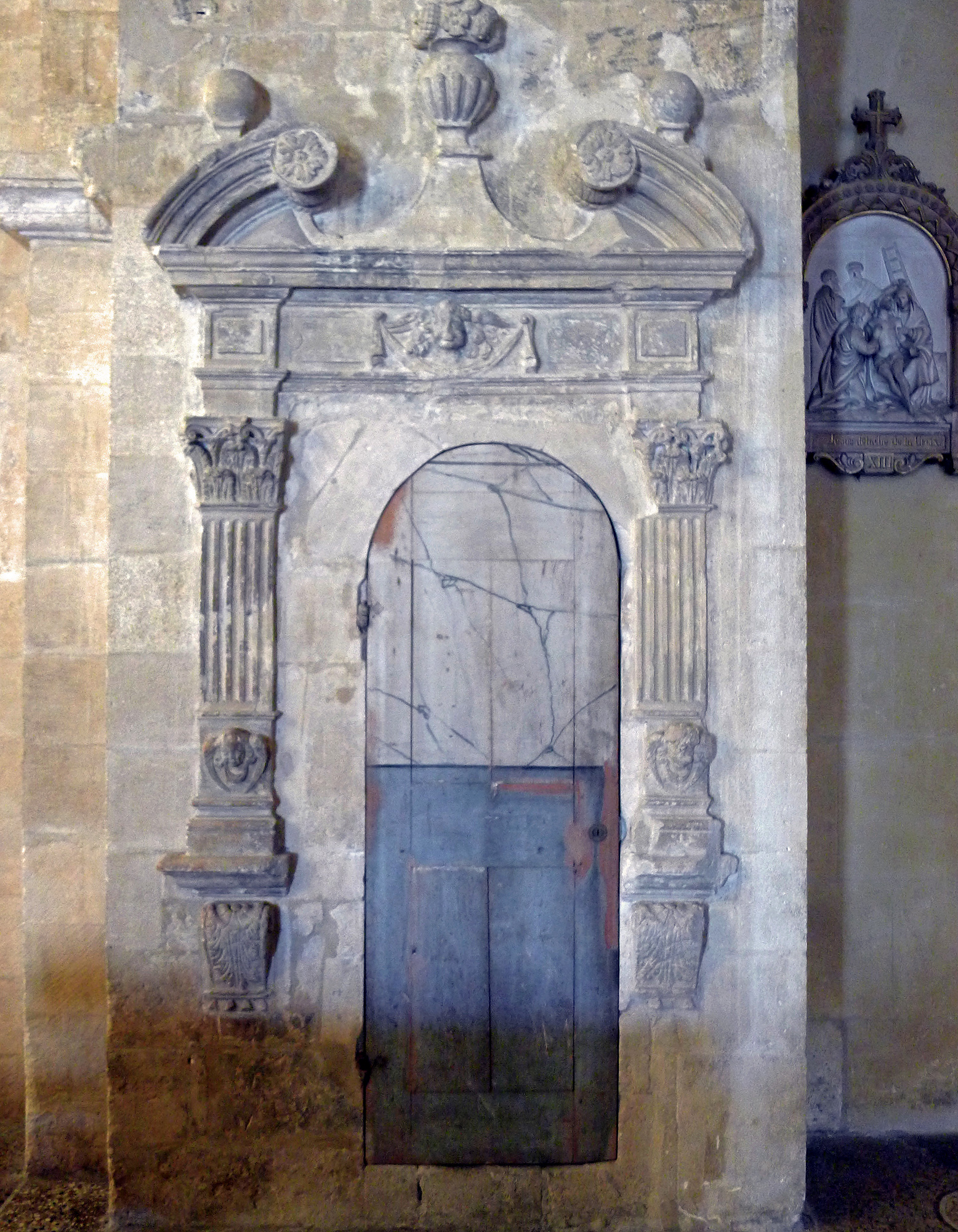
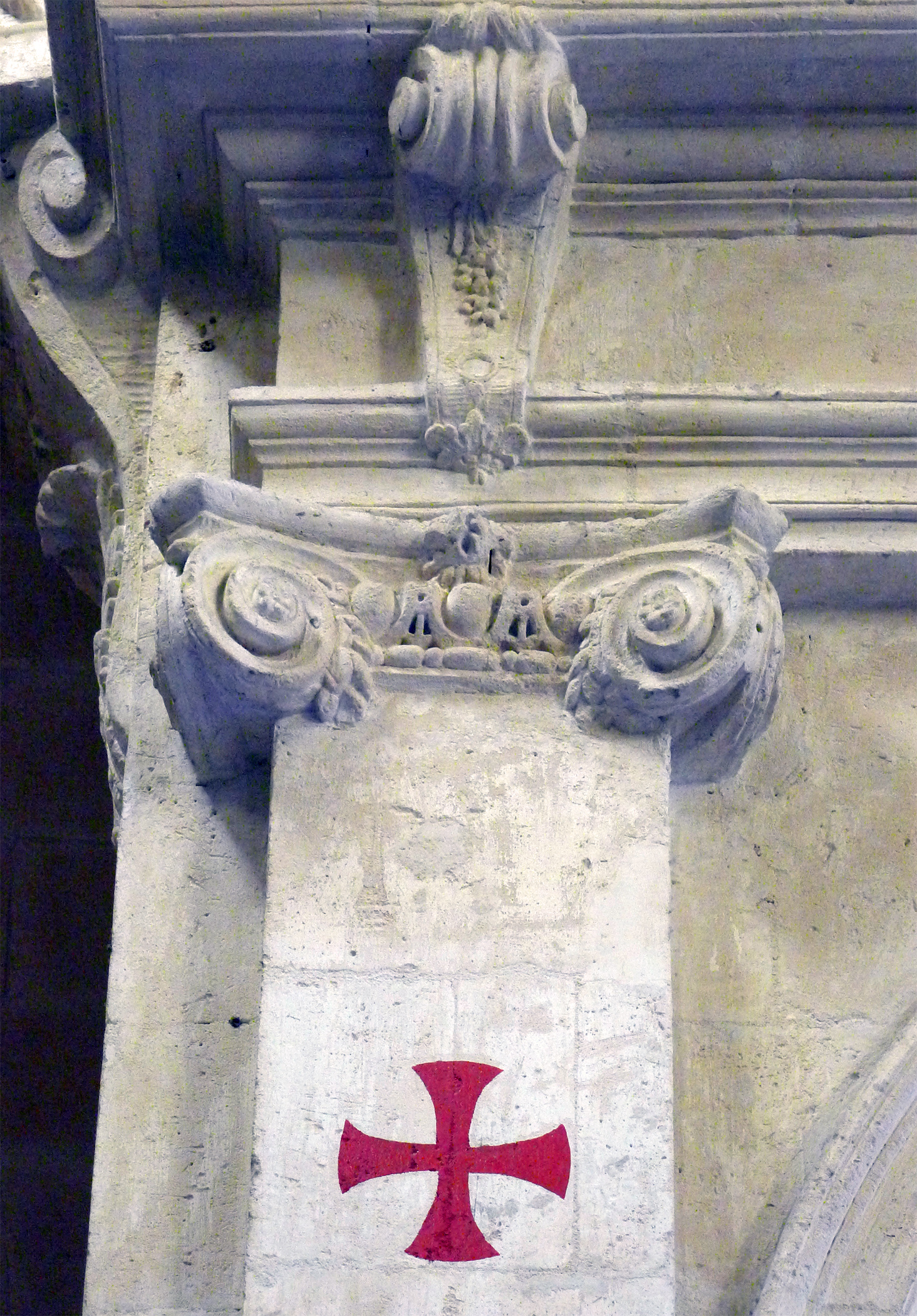
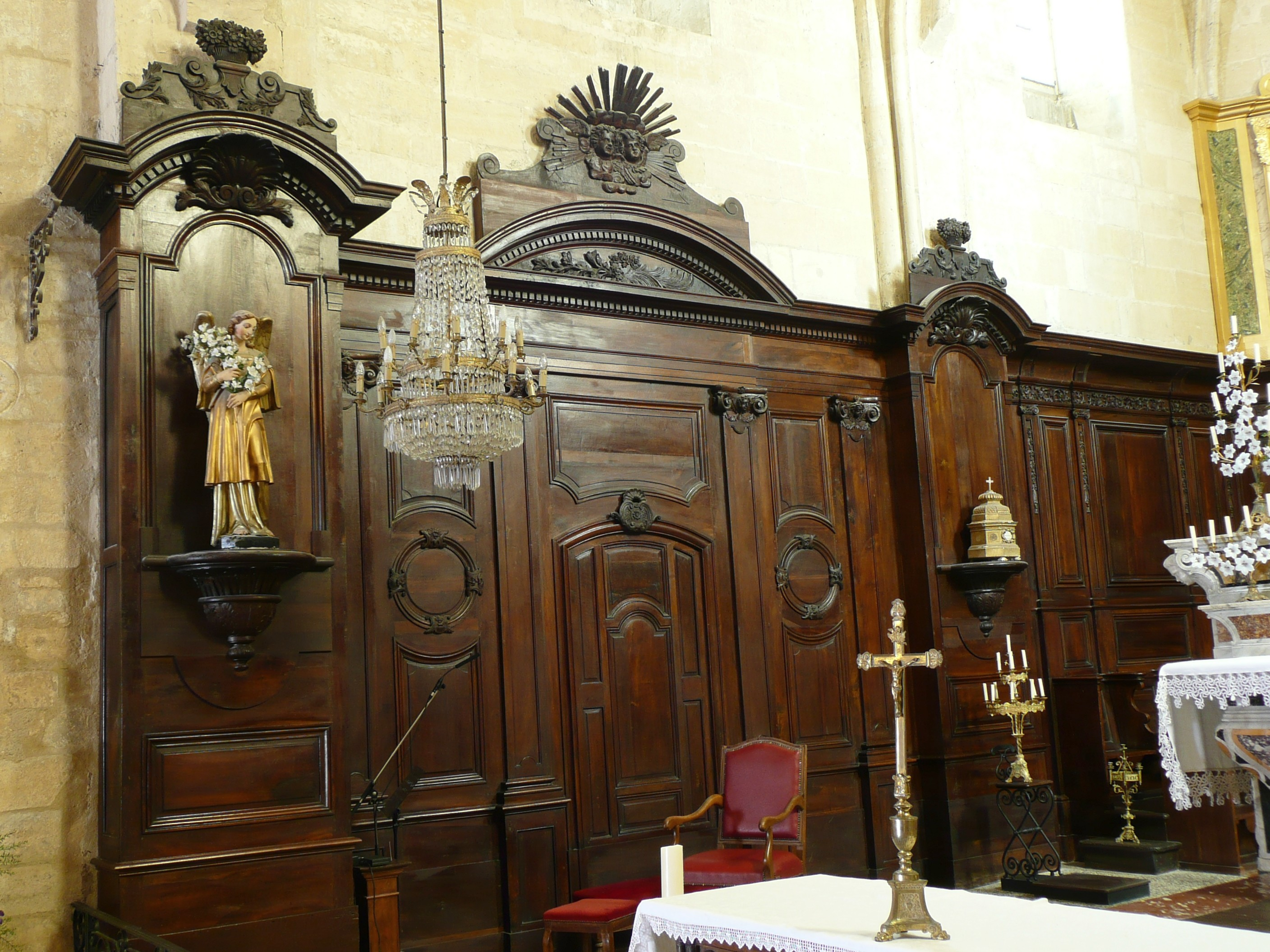
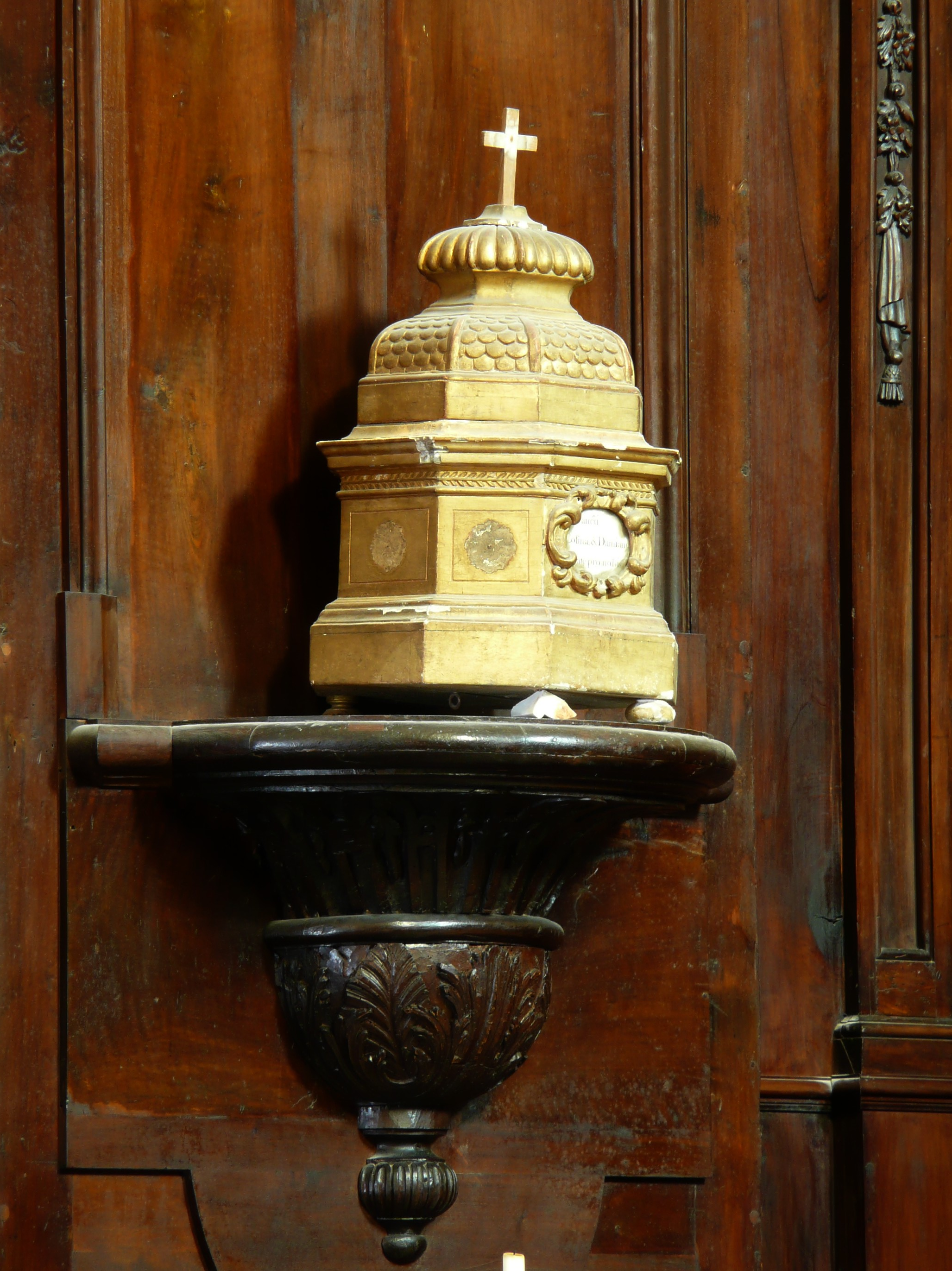
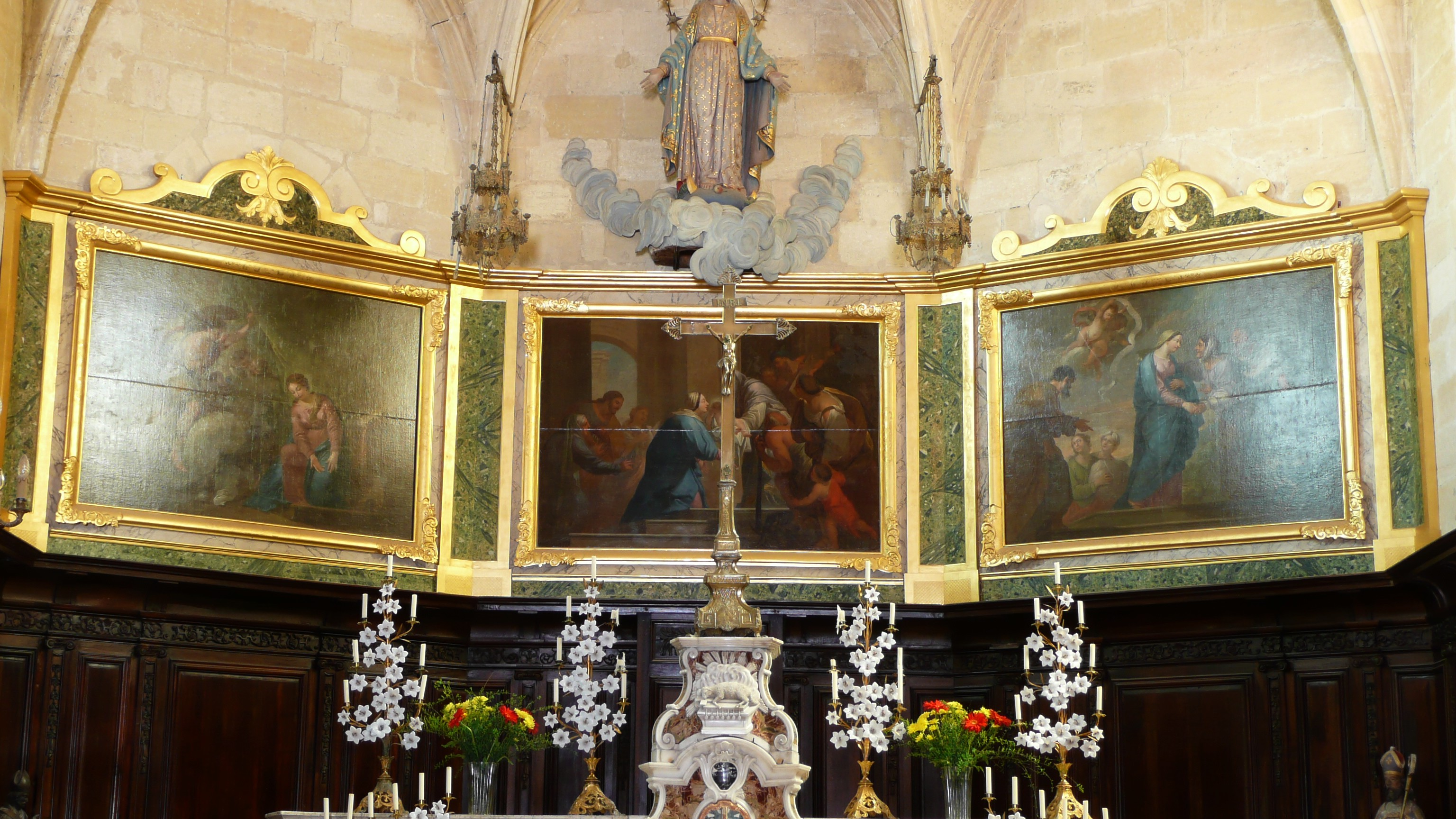
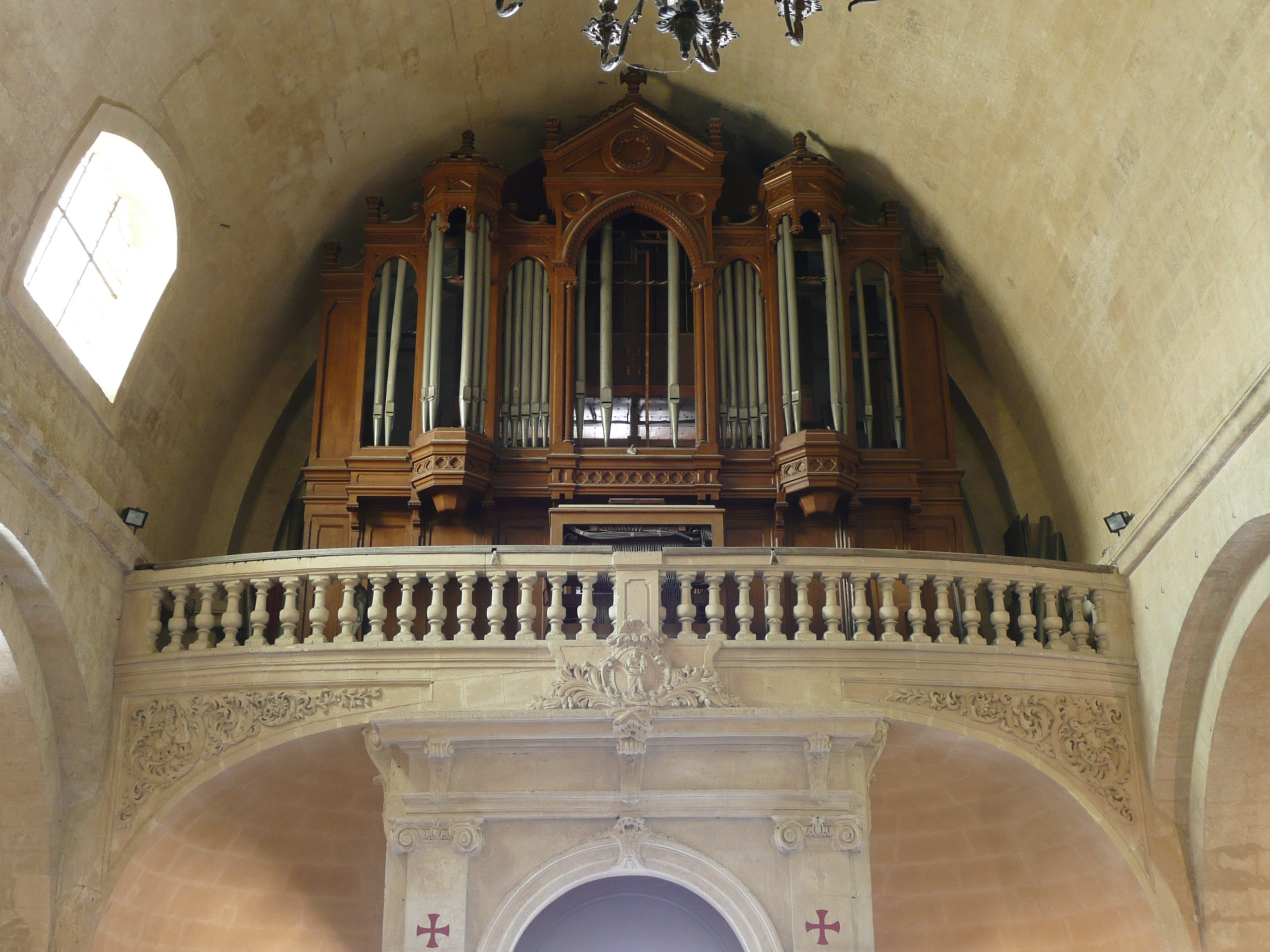
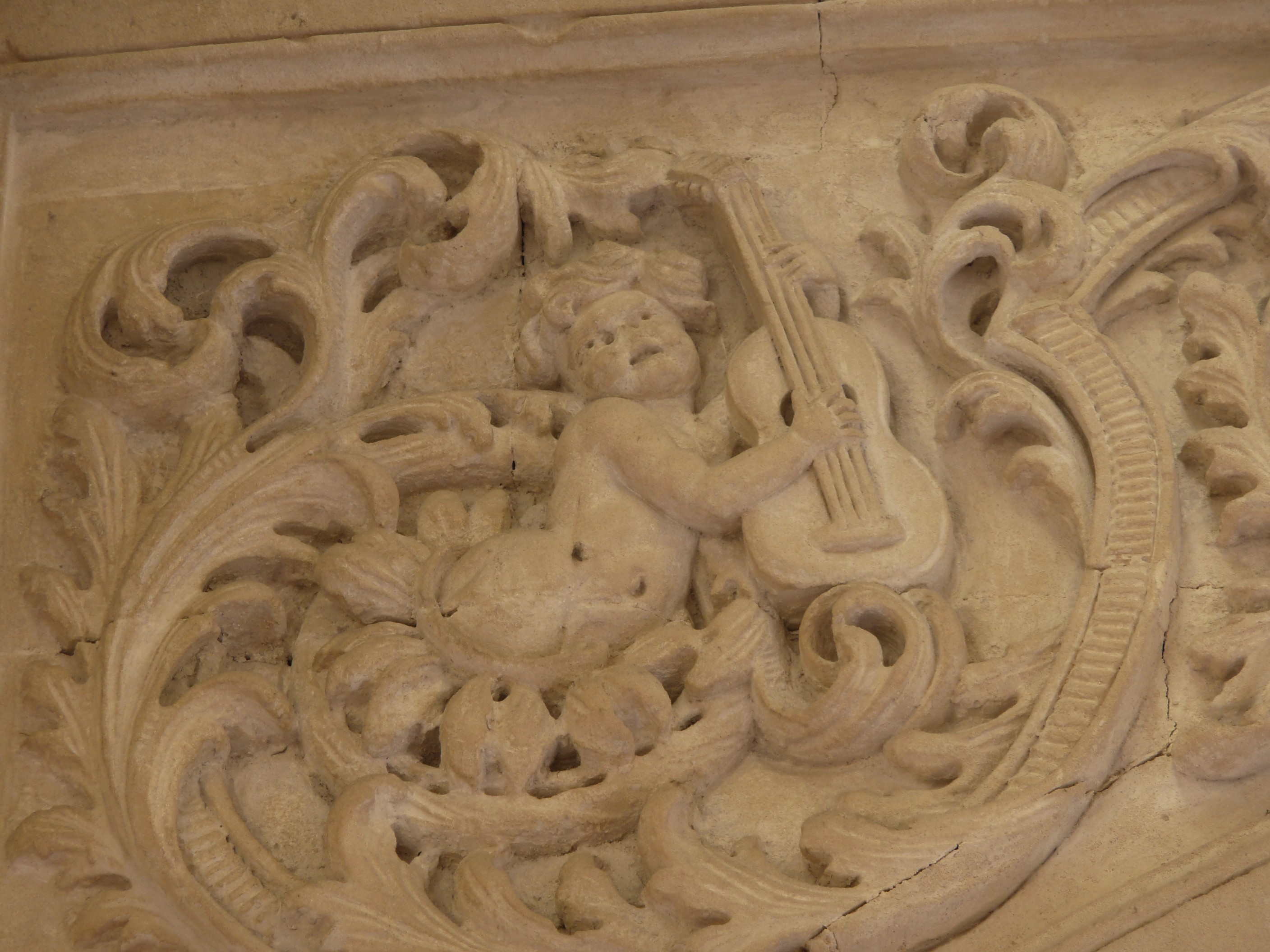
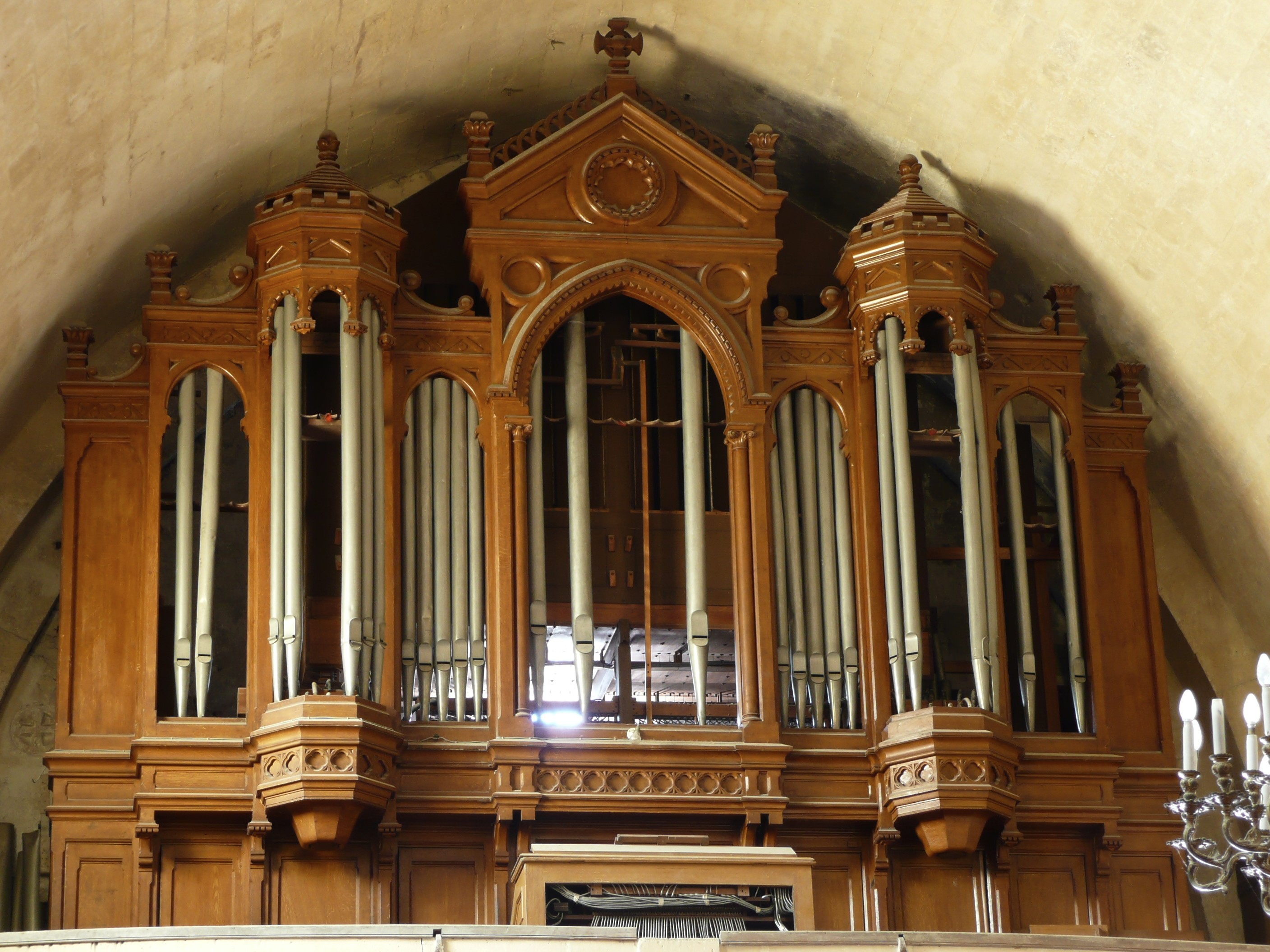